# Majna žlutolící
Majna žlutolící (Mino dumontii) je druh ptáka, pěvce patřícího do čeledi špačkovití.
Většina peří je zbarvena tmavě (hnědě až černě) s kovovým leskem. Název tomuto druhu však dala žlutá kůže kolem očí – na lících.
Patří mezi monogamní druhy živočichů. Se svým partnerem vytváří pár na celý život.
Vyskytuje se v oblasti Nové Guineji a okolních ostrovů. Žije v tamních tropických lesích.
Živí se bezobratlými (hmyzem, pavouky) a plody rostlin.
Dosahuje délky 21 až 25 cm a váhy 217 gramů.
Bylo zjištěno, že samice snáší jedno až dvě vejce, dle jiných údajů však dvě až pět vajec. doba inkubace se udává 14 dní, resp. 17 dní.

## Chov v zoo
Majna žlutolící patří k raritně chovaným druhům ptáků. V dubnu 2019 byla chována jen v šesti evropských zoo. Mezi nimi jsou dvě zoo v Nizozemsku a po jedné zoo v Německu, Spojeném království, Rakousku a také v Česku. V Česku tento druh chová pouze Zoo Praha. V historii byla tato majna chována také ve třech dalších českých zoo: Zoo Olomouc, Zoo Plzeň a Zoo Zlín. Chov ve zlínské a olomoucké zoo byl ukončen v roce 2008, kdy byli poslední jedinci přemístěni právě do Zoo Praha. V plzeňské zoo byl v letech 2015–2017 chován v zázemí samec tohoto druhu.

### Chov v Zoo Praha
V Zoo Praha je tento druh chován od roku 2008. První úspěšný odchov byl zaznamenán o dva roky později. V roce 2015 byl chov doplněn o pár z nizozemské zoo Avifauna Alphen.
Ke konci roku 2017 byl chován pár. Na konci roku 2018 byli chováni dva samci a jedna samice.
Majna žlutolící je k vidění ve voliérách v dolní části zoo, konkrétně mezi pavilonem tučňáků a výběhem tapírů jihoamerických, naproti vstupu do expozičního celku Vodní svět a opičí ostrovy. Obývá voliéru představující ptáky Melanésie, kde žije společně se vzácnými kagu chocholatými či holuby nikobarskými a špačky rudookými.